# Skate Into Love
Skate Into Love (chinês simplificado: 冰糖炖雪梨, pinyin: Bīngtáng dùn xuělí) é uma série de televisão chinesa exibida pela Jiangsu TV e Zhejiang TV de 19 de março a 9 de abril de 2020, estrelada por Janice Wu e Zhang Xincheng.

## Enredo
História de dois amigos de infância que compartilham o mesmo amor pela patinação no gelo. Mais tarde, eles são separados por alguns anos e coincidem novamente em uma situação invertida. Então, sua jornada começou com sonhos, amor, amizade, espírito, obstáculos, ódio, tristeza e assim por diante.

## Elenco
- Janice Wu como Tang Xue
  - Zhangshang Mingzhu como Young Tang Xue
- Zhang Xincheng como Li Yubing
- Zhou Lijie como Yu Yan[6]
- Chu Yue como Zhou Ran[7]
- Cao Bo como Jiang Shijia[8]
- He Xuanlin como Xia Menghuan[9]
- Wei Tianhao como Bian Cheng[10]
- Han Jiunuo como Zhang Yuewei[11]
- Qin Tianyu como Liao Zhenyu[12]
- Lu Junyao como Ye Liuying[13]
- Xia Minghao como treinador Jin Jin[14]
- Li Zongrui[15]

## Produção
O drama é produzido pela equipe por trás de Cinzas do Amor. É a parte dois de "The Honey Trilogy", ao lado de Ashes of Love e Love When The Stars Fall.[carece de fontes?]
Em 17 de abril de 2019, foi realizada uma cerimônia de filmagem em Qingdao para anunciar oficialmente o início da fotografia principal. Uma pista de patinação no gelo de 30 x 60 metros foi construída para as filmagens. Patinadores profissionais de pista curta foram contratados para servir como instrutores para os membros do elenco, e eles também desempenham papéis de apoio no drama. As filmagens terminaram em 29 de julho de 2019.

## Trilha sonora
| N.º | Título                                                   | Cantor(as)     | Duração |  |
| 1.  | "A Ray of Hope (曙光)" (Tema de abertura)                | Zhang Xincheng |         |  |
| 2.  | "The Moment I Met You (当遇见你)" (Tema de encerramento) | Liu Yuning     |         |  |
| 3.  | "Land of Ice and Snow (冰天雪地)"                        | He Xuanlin     |         |  |
| 4.  | "Snowflakes Falling (雪花落下)"                          | Zhou Shen      |         |  |
| 5.  | "The Moment I Met You (当遇见你)"                        | Sa Dingding    |         |  |
| 6.  | "Tempting Heart (心动)"                                  | Zhang Xincheng |         |  |

## Classificações
| Classificações de estreia na TV Jiangsu e na Zhejiang TV (CSM59) |                    |                     |             |                    |                     |            |
| Data de transmissão                                              | Zhejiang TV        | Zhejiang TV         | Zhejiang TV | Jiangsu TV         | Jiangsu TV          | Jiangsu TV |
| Data de transmissão                                              | Classificações (%) | Audiência média (%) | Posição     | Classificações (%) | Audiência média (%) | Posição    |
| 2020.3.19                                                        | 1.819              | 5.46                | 3           | 1.566              | 4.71                | 5          |
| 2020.3.20                                                        | 1.981              | 5.96                | 6           | 2.256              | 6.8                 | 4          |
| 2020.3.21                                                        | 2.133              | 6.51                | 3           | 2.231              | 6.76                | 1          |
| 2020.3.22                                                        | 2.253              | 6.74                | 2           | 2.282              | 6.84                | 1          |
| 2020.3.23                                                        | 2.054              | 6.38                | 3           | 2.234              | 6.95                | 2          |
| 2020.3.24                                                        | 2.144              | 6.7                 | 3           | 2.182              | 6.84                | 2          |
| 2020.3.25                                                        | 2.115              | 6.53                | 4           | 2.164              | 6.69                | 3          |
| 2020.3.26                                                        | 2.193              | 6.65                | 3           | 2.249              | 6.83                | 2          |
| 2020.3.27                                                        | 2.228              | 6.92                | 1           | 2.038              | 6.2                 | 4          |
| 2020.3.28                                                        | 2.108              | 6.44                | 4           | 2.227              | 6.79                | 1          |
| 2020.3.29                                                        | 2.258              | 6.84                | 2           | 2.208              | 6.7                 | 4          |
| 2020.3.30                                                        | 2.177              | 6.68                | 4           | 2.225              | 6.84                | 2          |
| 2020.3.31                                                        | 2.217              | 6.74                | 4           | 1.793              | 5.46                | 5          |
| 2020.4.1                                                         | 2.244              | 6.95                | 4           | 2.269              | 7.07                | 3          |
| 2020.4.2                                                         | 2.283              | 7.15                | 2           | 2.133              | 6.7                 | 5          |
| 2020.4.3                                                         | 2.12               | 6.63                | 3           | 2.066              | 6.49                | 4          |
| 2020.4.5                                                         | 2.176              | 7.02                | 2           | 1.782              | 5.71                | 4          |
| 2020.4.6                                                         | 2.101              | 6.61                | 5           | 2.229              | 7.02                | 1          |
| 2020.4.7                                                         | 2.043              | 6.51                | 5           | 2.396              | 7.64                | 1          |
| 2020.4.8                                                         | 2.044              | 6.47                | 5           | 2.347              | 7.44                | 1          |
| 2020.4.9                                                         | 2.158              | 6.8                 | 4           | 2.426              | 7.64                | 2          |